# Josef Kraus (politolog)
Josef Kraus (* 1985 Ústí nad Labem) je český politolog, publicista a vysokoškolský pedagog.

## Studium
V roce 2004 nastoupil na bakalářské studium oboru politologie na Fakultě sociálních studií Masarykovy univerzity. V roce 2007 získal v oboru bakalářský titul, o dva roky později získal ve stejném oboru také magisterský titul. V letech 2009 až 2014 absolvoval doktorské studium opět v oboru politologie, v roce 2014 tak získal titul Ph.D. V roce 2024 se habilitoval.

## Kariéra
V letech 2008 až 2015 byl členem Centra pro bezpečnostní a strategická studia. V roce 2012 se stal odborným pracovníkem Mezinárodního politologického ústavu Masarykovy univerzity. V letech 2013 až 2016 působil jako akademický pracovník Centra bezpečnostních a vojenskostrategických studií na Univerzitě obrany v Brně a jako tajemník redakční rady časopisu Obrana a strategie. V letech 2014 až 2024 působil jako odborný asistent na své alma mater ve studijním programu Bezpečnostní a strategická studia, na této pozici skončil po své habilitaci, kdy začal působit jako docent. V roce 2016 se stal členem redakční rady časopisu Vojenské rozhledy.
V rámci své pedagogické a výzkumné činnosti se zaměřuje na problematiku terorismu, politického islámu, zbrojení a vojenskou politiku nebo na problematiku konfliktu o suroviny. Z geografického hlediska se zaměřuje na oblast Blízkého východu. Opakovaně se na tato témata vyjadřoval v řadě různých médií. K roku 2025 působil jako zástupce vedoucího Katedra politologie FSS MUNI Otty Eibla.